# 허핑먼역
허핑먼역(중국어: 和平门站)은 베이징시 시청구에 위치한 베이징 지하철 2호선의 지하철역이다. 원래 역명은 “신화제역(新华街站)”이었으며,역 번호는 207이다.

## 역 구조
이 역은 옛 화평문(和平门), 즉 남북방향으로 베이신화가(北新華街)-난신화가(南新華街), 동서방향으로 첸먼 서대가(前門西大街)-솬우먼 동대가(宣武门東大街)에 위치한다. 역은 동서방향으로 배치되어 있다.
| 지면층   | 출구                            | A1-D2출구                     |  |
| 지하 1층 | 대합실                          | 대합실                        |  |
| 지하 2층 |                                 | ← ■ 2호선 내선순환 (쉬안우먼) |  |
| 지하 2층 | 섬식 승강장，왼쪽 출입문이 열림 |                               |  |
| 지하 2층 | → ■ 2호선 외선순환 (첸먼)       |                               |  |

## 출구
허핑먼에는 8개의 출구가 있다.: A1(서북서), A2(서북동), B1(동북동), B2(동북서), C1(동남동), C2(동남서), C2(동남서), D1(서남서), D2(서남동).
|                                      |                                                                                |
| 출구                                 | 출구 인근                                                                      |
| 出口 · A · 1                         | 솬우먼 동대가(북측), 베이징 구급 센터(北京急救中心), 베이징시 문련(北京市文联) |
| 出口 · A · 2                         | 솬우먼 동대가(북측), 베이신화가(서측)                                          |
| 出口 · B · 1                         | 첸먼 서대가(북측), 허핑먼 채시장(和平门菜市场)                                 |
| 出口 · B · 2                         | 첸먼 서대가(북측), 허핑먼 채시장, 베이신화가(동측)                             |
| 出口 · C · 1                         | 첸먼 서대가(남측), 취안쥐더(全聚德) 허핑먼점, 정이츠 희루(正乙祠戏楼)          |
| 出口 · C · 2                         | 첸먼 서대가(남측), 난신화가(서측), 베이징 사범대학 부속 중학교                 |
| 出口 · D · 1                         | 솬우먼 동대가(남측), 솬둥 화원(宣东花园)                                       |
| 出口 · D · 2                         | 솬우먼 동대가(남측), 난신화가(서측)                                            |
| 아이콘 설명: 경사로 \| 휠체어 리프트 |                                                                                |

## 인접역
| 베이징 지하철 | 베이징 지하철       | 베이징 지하철     |
| ------------- | ------------------- | ----------------- |
| 첸먼 외선순환 | 베이징 지하철 2호선 | 쉬안우먼 내선순환 |

## 같이 보기
- 화평문(和平门)